# Joseph Landinaff
Joseph Rodolphe Landinaff – maurytyjski zapaśnik walczący obu stylach. Srebrny medalista igrzysk afrykańskich w 1991, czwarty w 1987, szósty w 1991. Czwarty w mistrzostwach Afryki w 1988 i 1990, piąty w 1992, 1993, 1994 i 1998. Triumfator igrzysk Wysp Oceanu Indyjskiego w 1990 i 1998 roku.